# Lưu Cánh
Lưu Cánh (chữ Hán: 刘竟, ? - 35 TCN), tức Trung Sơn Ai Vương (中山哀王), là chư hầu vương thứ bảy của nước Trung Sơn, chư hầu nhà Hán trong lịch sử Trung Quốc
Lưu Cánh là con trai thứ năm của Hán Tuyên Đế Lưu Tuân, vua thứ 9 của nhà Hán, mẫu thân ông là Nhung tiệp dư. Hán thư không cho biết ông chào đời vào năm nào.
Năm Sơ Nguyên thứ hai (48 TCN), vua cha Tuyên Đế lập Lưu Cánh làm Thanh Hà vương, sang năm sau lại đổi phong là Trung Sơn vương, Nhung Tiệp dư do không còn được sủng ái nên phải theo ông về Trung Sơn quốc, làm Trung Sơn vương thái hậu.
Hán thư không cho biết gì về những việc làm của ông lúc sinh tiền cũng như lúc làm vua Trung Sơn.
Năm Kiến Chiêu thứ 4 (35 TCN), Lưu Cánh qua đời. Ông làm Thanh Hà vương 1 năm, Trung Sơn vương 13 năm, không rõ bao nhiêu tuổi và cũng không con nối dõi. Nước Trung Sơn bị phế trừ, trở lại làm một quận thuộc nhà Hán. Mẹ ông là Nhung Tiệp dư không thể về cung, đành về nhà mẹ đẻ sinh sống. Lưu Cánh được an táng ở Đỗ Lăng.